# Ahmad Ibrahim Khalaf
Ahmad Ibrahim Khalaf (Salah Al-Deen, 25 de fevereiro de 1992) é um futebolista profissional iraquiano que atua como defensor.

## Carreira
Ahmad Ibrahim Khalaf fará parte do elenco da Seleção Iraquiana de Futebol nas Olimpíadas de 2016.